# Варавенко, Фёдор Фёдорович
Фёдор Фёдорович Варавенко (29 сентября 1954) — советский футболист, нападающий, а в дальнейшем и защитник. В команде «Кристалл» провёл 300 матчей, забил 30 мячей.

## Игровая карьера
В херсонском «Кристалле» дебютировал в 1976 при тренере Лемешко. С 1979 по 1980 год играл за «Днепр» (серебряный призёр первой лиги чемпионата СССР 1980), с 1980 по 1981 — за «Судостроитель» (лучший бомбардир команды в сезоне 1980). В 1982 году вернулся в «Кристалл». В Херсоне в общей сложности провёл 9 лет. Сыграл 300 матчей.